# 새마을호
새마을호(새마을號)는 한국철도공사의 중장거리 열차 등급이다. 2010년대 들어서는 관광열차로 개조된 열차를 내부 분류 또는 운임 체계상 새마을호 특실 전용 열차로 운용하는 경우도 있다.

## 개요
1969년 2월 10일 경부선에서 기존의 맹호호 대신 초특급열차 관광호로 운행을 개시하였으며, 1974년 8월 15일 새마을호로 명칭을 개칭하였다.
1980년 우등형 디젤 동차가 운행을 시작하였는데, 이후 1986년 유선형 새마을호와 1987년 새마을형 디젤 액압 동차의 등장에 따라 직각형 새마을호 객차와 함께 무궁화호로 격하되었다. 또한 1986년에 도입된 초기 유선형 새마을호 객차도 무궁화호로 격하되었다.
운행구간을 점점 확대하여 1988년 청량리-안동(2006년 폐지 후 2010년 재개, 2014년 ITX-새마을 대체), 1989년 서울-울산(경주에서 연장), 1990년 청량리-동해(이후 강릉으로 연장, 2006년 폐지), 1992년 서울-진주(2007년 폐지 후 2012년 재개, 2014년 ITX-새마을 대체), 1993년 서울-포항(2015년 폐지) 구간을 운행한 새마을호가 신설되었으며, 1994년은 서울-해운대 임시새마을호가 운행을 개시하였다.
원래 경부선 계통의 경우 서울-대전-동대구-부산만 정차하여 4시간 10분이 소요되었으나 이후 정차역을 영등포역, 수원역 등 점차 확대하여 소요시간이 10~20분 가량 증가하였다. 대전과 동대구만 정차하던 새마을호는 일부 열차에 한하여 운행되었으나 1999년 1일 왕복 3회에서 2회로 감편되었고, 2004년 KTX 개통 전에 폐지되었다. 2004년 이전까지 경부선 새마을호 #1~#4 열차는 정차역이 서울-대전-동대구-부산이었다.
2004년 KTX의 개통 이후 통일호가 폐지되면서, 철도청의 방침에 따라 새마을호는 사실상 무궁화호에 준하는 등급으로 격하되었다. 이에 따라 경부선, 호남선 등 주요 노선에서 중소 도시 정차역이 급증하여 소요시간이 증가하게 되었으며, 일부 새마을호 편성은 무궁화호나 KTX로 대체되었다. 장거리를 운행한 열차는 PP동차 중련편성으로 운행하였으며, 2004년 7월 15일 시간표 개정으로 대전선 등 단거리를 운행한 열차가 KTX 연계열차로 편성되기도 하였다.
2013년 1월 5일 마지막 운행을 끝으로 PP동차가 동력부 차량의 노후화를 이유로 퇴역하였다. 이듬해인 2014년부터는 새마을형 디젤 액압 동차를 대체할 210000호대 간선 전기 동차가 도입되었으며 새 전동차의 이름은 공모 끝에 ITX-새마을로 확정되었다. ITX-새마을은 경부선, 호남선을 시작으로 전라선, 경전선, 중앙선으로까지 운행노선을 확대하여 기존 새마을호가 ITX-새마을 열차로 대체되었다. 2014년 6월 30일자로 새마을 등급의 야간열차 운행이 끝나게 되었다.
2015년 4월 1일 포항 방면 KTX 개통을 앞두고 1993년부터 운행하던 서울-포항 새마을호 운행이 폐지되었다. 당시 대구선, 중앙선, 동해남부선 해당 구간에 가공전차선이 설치되어 있지 않아 ITX-새마을 운행이 불가능하여 결국 폐지되었고, 복선전철화 이후 ITX-새마을 및 ITX-마음 운행이 검토될 예정이다.
2018년 4월 30일 구형 새마을호 열차가 운행을 종료하였으며, 이후 장대형 새마을호 객차중 일부는 무궁화호로 격하되었거나, 혹은 관광열차로 개조되어 운행되었다고 한다. 현재 운행중인 새마을호 객차는 유일하게 무궁화호 리미트 객차를 개조한 새마을호 리미트 객차이며, 2018년 5월 1일부터 장항선에서만 운행 중이고, 2026년 7월부터 경원선에서만 운행할 예정이다. 해당 객차엔 ITX-새마을과 동일한 도색이 입혀져 있다.

## 차량
목록에서 누락된 차호는 차적에서 제외되었다.
| 객차번호                         | 특징 |
| -------------------------------- | --- |
| 11~12, 211~212, 215~216, 445~446 | 귀빈용 동차형 새마을호. 통칭 경복호라고 불리며 4량씩 2개 편성으로 조성되어 있다. 선두차인 211, 212, 215, 216은 동차형 새마을호 동력차가 영업 운전을 마치고 퇴역한 이후로 마지막으로 남은 동차형 새마을호의 동력차가 되었다. |
| 11174, 11175, 11186              | 객차형(장대형) 새마을호 일반실. 1999년에 제작되었다. 현재는 에코레일 관광열차로 운행 중이다. |
| 11301~11309                      | 객차형(장대형) 새마을호 관광열차(E-Train). 1998년에 제작·도입한 무궁화호 특실을 개조한 차량이다. 종아리 받침이 없다. |
| 11311~11329 11333~11347          | 객차형(장대형) 새마을호 관광열차(레일크루즈 해랑, A-Train, G-Train, S-Train). 2003년 제작·도입분 무궁화호를 개조한 열차이다.                                                                                                |
| 11355~11358                      | 침대형(장대형) 새마을호 관광열차(레일크루즈 해랑). 2001년 제작·도입분 무궁화호를 개조한 열차이다. |
| 11330~11332                      | 관광열차(V-Train). 소화물차를 개조한 열차이다. |
| 11348~11354                      | 충북영동국악와인열차. 무궁화호 리미트 카페객차를 개조한 열차이다. |
| 11401~11499                      | 디자인리미트 무궁화호 객차를 개조한 열차이다. 현재 유일하게 정규 편성으로 운행하는 새마을호 객차로는 이 계열이 유일하다. ITX-새마을과 동일한 도색이다. 장항선에만 운행 중이다. 경원선에서만 운행할 예정이다.                |
| 200851~200852                    | 관광열차(동해산타열차). 2009년 제작·도입분 간선 전기 동차를 개조한 열차이다. 2013년부터 2020년까지는 중부내륙순환열차로 운행되었다.                                                                                         |

### 동차형 새마을호
흔히 DHC나 PP동차라 하며, 1987년부터 1994년까지 제작·도입되었다. 초기에 5량 편성으로 경부선 서울역부터 부산역 간을 운행하였으며, 1988년에 다량이 추가로 도입되어 경부선, 호남선, 경전선, 동해남부선 등으로 운행하였다.
1991년은 당시 무궁화호조차 드물어 새마을호를 투입할 수 없던 장항선 구간에 새마을호를 신설하며 투입되었다. 전라선 서울역부터 여수역 간의 구간에도 운행되었다가 전라선의 선로조건이 새마을호를 운행하기에 열악하여 운행이 중단되었다가, 2000년대 중반부터 전라선 복선 전철화 이후 다시 운행되기 시작하였다.
1992년은 2차분 대거 제작·도입으로 인하여 일부 노선을 제외한 대부분의 새마을호 열차가 동차형으로 운행되었으며, 특히 경부선에는 8량 편성 2개를 묶은 16량 장대편성이 다수 투입되었다. KTX개통전에는 8량 편성 2개를 묶은 16량 장대편성외에도 초기형 PP동차로 불리는 6량 편성의 새마을호와도 병결하였으며 이로 인해 8량 편성과 6량 편성의 두개를 묶은 14량의 장대편성도 있었으나 KTX개통이후론 8량 편성과 6량 편성의 2개를 묶은 14량의 장대편성은 폐지되었다. 또한 KTX개통전엔 PP동차의 새마을호는 식당차와 롯데리아 스넥카를 기본적으로 장착했고 일부열차는 반식반객차나 롯데리아가 입점한 반스반객차를 운영하였으나 KTX개통이후론 일부 새마을호 PP동차만 식당차가 편성되었으며 롯데리아 스넥카,반식반객차,롯데리아가 입점했던 반스반객차는 폐지되었다. 다만 2006년 5월 1일경으로 장항선을 제외한 새마을호 PP동차들은 식당차가 전부 편성되었지만 이때부터 경부선은 복합열차를 운영하는 열차를 제외하면 전부 평일엔 8량 편성의 단편성화가 되었으며 주말,공휴일,여름휴가철등의 성수기에만 8량 편성과 8량 편성을 2개로 묶은 16량 장대편성을 2009년 12월 25일까지 운행하였다. 또한 일부의 PP동차는 개조를 통해 자동연결기를 장착한 열차가 있기에 복합열차로의 운용이 가능했다는것도 PP동차만의 장점이기도 했다.
도입 초기 도색은 붉은색 전두부에 측면은 객차형 새마을호와 거의 동일하였으나, 창문 아래에 빨간색 줄이 생겼다. 1996년에는 초록색+노랑색+흰색 도색으로 바뀌었다. 2003년 새로운 도색안이 발표되면서 순차적으로 도색을 변경해 오다가, 2008년에 모든 열차가 청색+노란색+흰색 도색으로 변경되었다. 내구연한 만료로 동차부는 2013년 1월 5일, 객차부는 2018년 4월 30일을 끝으로 모두 퇴역하였다.

### 직각형객차

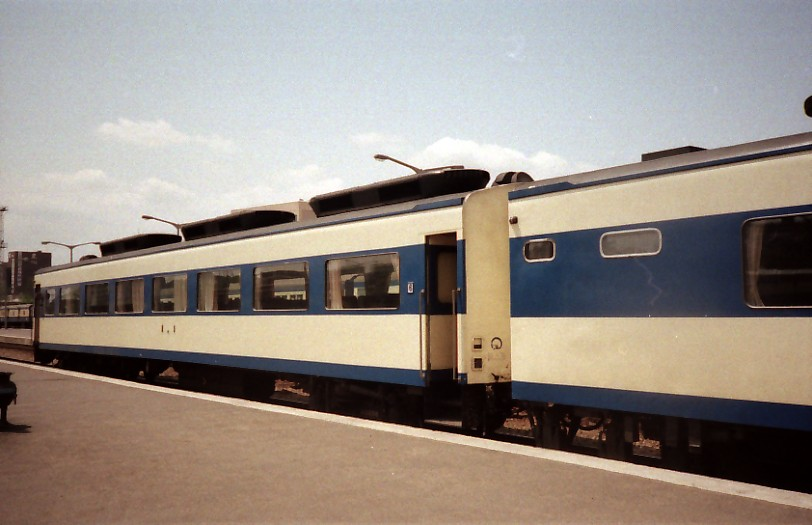
직각형 새마을호 객차

1969년 2월 10일 새마을호가 관광호라는 명칭으로 최초 운행 개시 당시부터 1982년까지 순차적으로 제작·도입되었다. 초기에는 일본의 닛폰차량제조와 히타치 제작소에서 제작되어 수입되었고, 1975년에는 국산 고급객차 개발을 준비하던 대우중공업에서 일본 수입 새마을호 객차를 토대로 한 설계에서 개발 제작에 성공한 2량을 시제로 공급하였다. 이후 1979년부터 1982년까지는 대우중공업과 현대정공에서 공동으로 제작하였다. 용접 연구조 강판, 즉 마일드 스틸 재질로 벽면이 직각형으로 설계되었다.
객실정원은 보통 56석이었으며 전형적인 일본 특급열차 스타일의 좌석이었다. 팔걸이에는 시트와 동일한 색상의 직물이 씌워져 있었으며 리클라이닝 각도가 뒷사람에게 지장을 줄 정도로 매우 컸다. 또한 종아리와 머리의 받침대는 없었다.
초기의 도색은 아이보리 색을 바탕으로, 창문 라인과 객차 상 하단부에 청색 띠로 이루어진 구성이었다. 당시 일본 신칸센 0계 도색과 흡사하였다. 또한 초기에는 고속 주행을 목적으로 디스크 제동 방식의 NT-21 대차를 적용하였으며, 1982년 현대정공에서 제작된 특실객차 10량은 공기스프링 대차를 적용하였다.
일반실, 식당차, 별실차, 식당겸용 특실객차 및 전망형 객차가 있었으며, 2007년 12월 31일에 과거 새마을호로 운행되었던 정선아리랑유람열차가 내구연한 도래로 운행중단되면서 영업 운행하는 직각형 객차는 모두 퇴역하였다.

### 유선형객차
2세대 열차로 1986년부터 1988년까지 7000호대 기관차와 함께 도입된 객차형 새마을호는 차량 길이가 기존의 21m에서 23.5m 급으로 늘어나 좌석이 64석으로 늘어났으며, 유선형인 광폭 차체를 사용해 객실 폭이 증가하여 좌석을 좀더 넓게 제작하였다. 1세대 객차에 비하여 달라진 점으로는 기존 스프링쿠션을 솜 쿠션으로 바꾸고, 중앙에 팔걸이를 추가하였으며, 양단부 팔걸이에 접이식 개인 테이블을 설치한 점 등이 있다. 그 외에 직각형 특실 객차에만 존재하던 자동 객실 출입문을 전 객실로 적용하였고, 국내 최초로 자동승강문을 장착하여 당시 빈번하던 승강구 추락 사고를 원천적으로 차단하였다. 간접조명을 최초로 채택하였고, 개인독서등이 설치되기도 하였다.
그러나 장대형 객차와의 서비스 품질에 차이가 발생하면서 유선형 객차는 1993년에 전량 무궁화호 특실객차로 격하되었으며, 이후 일반실로도 격하되었다. 1996년부터 헤드레스트와 레그레스트가 없는 좌석을 갖춘 유선형 객차를 개조하기 시작하였다. 개조 과정에서 헤드레스트 없는 등받이는 모두 사라졌으나, 난방용 방열판 재배치가 불가능하여 구조상 레그레스트 장착은 생략되었다. 1988년에 제작·도입된 동차형 새마을호와 함께 객실 내부에 LED 전광판이 설비되었던 적이 있으나, 1992년에 제작·도입된 동차형 새마을호와의 호환이 되지 않아 일시적으로 철거하였다가 1998년에 모든 LED 안내게시기를 1992년 제작·도입분 차량과 호환되도록 교체하였다. 또한 무궁화호로 식당차를 포함한 일부열차가 격하된 이후로도 무궁화호로 격하되지않은 일부의 객차는 새마을호 일반실등급으로 다녔으며 이중엔 반식반객차와 롯데리아가 입점한 반스반객차도 존재했고 무궁화호로 격하되지않은 새마을호 유선형 식당차 2량중 1량은 롯데리아 스넥카로 개조되기도 했으며 KTX 개통 전까지는 중앙선, 태백선, 영동선 등을 다니는 새마을호 정기열차에 주로 간간히 투입이 되었다. KTX개통이후론 차량기지에서 유치신세만 지다가 2008년경에 스넥카로 개조되지않은 새마을호 유선형 식당차 1량을 포함해 별밤열차라는 부정기임시관광열차로도 운행하였다. 현재는 모든 객차가 내구연한만료로 전객차가 차적삭제되어 운행 중지가 되었다.

### 장대형객차
1990년부터 2001년까지 도입된 객차로, 객실 설비가 이전 차량에 비하여 굉장히 바뀐 신형 객차다. 세면대나 화장실 등의 서비스 공간을 상당한 수준으로 끌어올렸고, 순간 냉·온수기와 식수대 등을 비치하였다. 이후 이동식 공중전화 설치를 위한 공간도 마련해두었다. 화장실 불투명 유리창을 없앴으며(아예 유리창이 없는 완전폐쇄형), 객실출입문 재질도 객실내장재와 동일하게 하였다. 좌석은 기존의 갈색시트에서 고급스러운 문양이 새겨진 자색 시트로 바뀌었으며, 또한 객실 출입문 위에 LED 전광판을 설치하여 여러 가지 정보를 자막으로 표출하였다. 흡연객실을 운영하기도 하였다. 1991년에 제작·도입된 객차는 승강문 외부에도 LED 행선 안내 게시기를 설치하였다. 45석 특실 객차도 함께 등장하여 경부선에 운행하다가, 1991년부터는 제작·도입하지 않게 되었고 이후 전라선으로 고정 투입되었다. 주로 투입된 노선은 경부선,호남선,전라선,장항선,중앙선,태백선,영동선이며 장항선을 제외한 새마을호열차는 식당차를 기본으로 달고 나왔고 일부편성은 특실도 동반하여 객차를 6~7량으로 달고 다녔다. 또한 2001년 7월 15일 열차시간표개정전엔 7300호대나 7400호대의 두대를 총괄제어하여 특실과 식당차를 포함해 객차만 10량~13량인 장대새마을호가 경부선의 정기열차로 다니기도 하였다. KTX개통이후에는 7300호대나 7400호대의 두대를 총괄제어하여 객차만 10량이상인 장대새마을호열차가 주말과 공휴일에 2004년 7월 15일 열차시간표개정때까지 가끔씩 경부선 임시새마을호열차로 투입됐으며 추석이나 설날같은 명절엔 식당차와 특실도 포함해 7300호대나 7400호대의 2대를 총괄제어하여 객차만 10량이상인 장대새마을호열차가 2008년 설날까지 전라선 임시새마을호열차로 투입되었다.
차체는 새마을호 동차 특유의 스테인리스 차체와 같으며, 도색은 새마을호 동차의 최초의 도색에서 창문 위에 빨간색 줄이 한 줄 추가로 붙은 형상이었다. 차내 LED 전광판에 나오는 안내 문구는 연두색을 띠며 생김새가 특이한 폰트를 채용하였으며 글자 크기는 전광판의 2/3가량을 차지하였다. 도색은 차후 객차형과 동차형 모두 한국철도 도색으로 통일되는 과정에서 상대적으로 평범한 것으로 교체되면서 사라지게 되었다.
서비스 공간의 세면대에는 전기식 냉온수기가 설치되어 물 온도를 자유롭게 조절할 수 있었으나, 1999년 12월 3일 노량진역에서 합선으로 인한 화재로 객차 1량(524호)이 전소되는 사건이 발생하여 2000년대 초반 모두 철거하였다. 화장실 선반은 원래 세면대와 꽃꽂이가 있던 자리인데, 관리상 어려움으로 철거되었다. 세면대 맞은편에는 1994년에 시범 도입하여 1995년에 전 차량으로 확대한 한국이동통신에서 운영하는 이동식 무선공중전화가 설치되어 있는데, 개인용 휴대폰이 급속도로 보급되며 2000년대에 철거하였다. 지금은 공기압력계와 휴지통이 있는 자리에는 원래 일회용 종이컵과 함께 버튼식 식수대가 있었으나, 대장균 검출 등의 지적을 받고 철거되었다. 2000년대에 LED 기기를 모두 철거하며 객차형 새마을호에 영상방송 장비(KOMONET)를 설치하였는데, 2008년 2월 영상방송 사업자의 사정으로 방송이 중지되어 중간모니터가 철거되고 객차 1량에 2대만 존재하게 되어서 효용성이 떨어지게 되었다.
2024년 5월 1일을 끝으로 1량을 제외한 모든 차량이 운행을 중지하였다. 이 3량은 1999년 제작분으로, 아직 상태가 좋아 단체관광열차나 또는 비정기 임시열차로 간혹 운행 중이다. 2022년 이후 에코레일 고정편성으로 재도색하여 8500호대 기관차와 소화물차를 연결해 운행 중이다.

#### 특실
특실 객차는 정원이 60명인 것을 제외하면 일반실과 사양이 동일하다. 일반실과 다른 점으로는 좌석 수 말고도 개인조명의 조도를 조절할 수 있다는 것, 프로그램에 의한 개인 오디오장치 설치, 수납식 레그레스트(종아리받침)가 존재하였던 것 등이 있다.
특실 중에는 2×1 배열의 좌석을 가진 객차도 운행되었다. 모든 출입문은 도입 초기부터 자동문이며, 비산식 세면장과 저장식 화장실을 기본으로 설비하였다. 동차형 새마을호의 특실과 객차형 새마을호의 특실이 따로 존재했으며 동차형의 경우는 특실이면 611호~649호까지의 차번을 사용했고 객차형은 10041호~10047호까지 사용하였다. 객차형 특실의 경우는 KTX개통후에도 전라선이 완전히 개량되기 이전인 2004년 8월 15일까진 KTX개통전까지 전라선에 투입됐던 2X1특실을 대신해 2X2특실이 대신 투입되었으나 전라선이 개량완료된 2004년 8월 15일 이후론 전라선 새마을호마저 PP동차로 바뀜에 따라 객차형 특실은 더 이상 정기열차로 볼수없게 되었으며 2008년 9월 추석을 기점으로 2X1특실의 2량과 같이 연결한 2X2배열의 특실 4량까지 도합 6량의 객차형 특실전용 새마을호가 설날과 추석같은 명절에 전라선 임시새마을호로 2011년 설날까지 투입이 되었고 와인인삼트레인이 개조로 잠시 휴차를 받았던 2009년 초순엔 와인인삼트레인을 대신해서 서울-부산간의 경부선 임시새마을호로 다니기도 하였다.
그 외에도 각종 관광열차가 새마을호 특실의 운임+요금을 징수하는 형태로 운행하고 있으며 무궁화호나 누리로, 또는 소화물차, 통근형 디젤 동차를 개조한 차량을 사용한다. 좌석 등의 형태는 각 문서를 참고하기 바란다.

### 와인인삼트레인(와인시네마트레인)
2006년 12월 1일부터 2016년까지 경부선에서 임시로 운영했던 열차이다. 2006년 12월 1일에 객차형 새마을호 장대형 식당차 2량을 와인트레인으로 명명하여 무궁화호에 연결했으며 서울-부산간을 왕복했었다. 2007년 6월 1일부터 무궁화호에서 새마을호로 승격하였으며 이때부터 와인트레인으로 랩핑을 객차외부까지 하게 된다. 이에 따라 객차형 새마을호 장대형 객차 2량을 추가로 개조했으며 이로 인해 와인트레인전용칸이 2량에서 4량으로 늘었고 객차형 새마을호 장대형 객차 3량을 추가로 조성하여 총 7량 편성을 이루고 서울-부산간을 왕복했었다. 2007년 9월 1일까지의 초기3달간에는 8200호대 전기기관차가 견인했으나 2007년 9월 1일을 기점으로 7100호대, 7200호대, 7300호대, 7400호대 디젤기관차가 견인을 하게 되었다. 이때에는 객차형 새마을호 장대형 객차중 11167호,11171호와 객차형 새마을호 장대형 식당차중 41호와 45호까지 총 4량의 새마을호 객차를 개조해 와인트레인으로 운영하였다. 현재에 운영하는 충북영동국악와인열차의 전신이라 할 수 있는 열차다. 2011년 6월 13일까지는 서울-부산간을 왕복했고 객차형 새마을호 장대형 식당차였던 2량의 객차에선 와인과 함께 다과가 준비되었으며 와인과 관련된 각종행사를 하였고 와인행사의 주최지이자 본거지지역에 역인 영동역은 무조건 정차하였다. 2009년 초순경에서 2009년 3월 18일까지 충청남도의 금산군에 인삼까지 홍보하기 위해 추가개조를 거쳤으며 이로 인해 객차형 특실전용 새마을호가 이기간동안 경부선 임시열차로 다녔었다. 와인인삼트레인의 주객차인 4량외에도 3량의 객차형 새마을호 장대형 객차를 추가로 연결해 총 7량으로 다녔으며 3량의 객차형 새마을호 장대형 객차는 와인인삼트레인의 주객차인 4량과는 달리 일반발매가 되었고 그로 인해 일반고객도 이용할 수 있다. 이로 인해 객차형 새마을호 2×2배열 특실 10044호,10046호,10047호의 3량을 기존의 객차형 새마을호 장대형 객차의 3량을 대신해 와신시네마트레인으로 편입하려고 추가개조를 하기 이전인 2011년 6월 13일까진 경부선의 서울-부산간을 왕복해서 달렸으나 2011년 6월 13일에 객차형 새마을호 2×2배열 특실 10044호,10046호,10047호의 3량을 추가개조해 객차형 새마을호 장대형 객차 3량을 대신하여 와인시네마트레인의 객차조성에 투입함에 따라 운행구간도 서울-영동간의 왕복운행으로 축소되었고 이름도 와인인삼트레인에서 와인시네마트레인으로 개칭되었다. 2016년까지 운행했으며 2017년에 내구연한만료로 전부 운행이 중지되면서 퇴역했고 후신열차인 지금의 충북영동국악와인열차에 자리를 내주게 되었다.

### 부수차 개조객차
2013년 1월 새마을형 디젤액압동차의 동력차 퇴역 이후 잔존하는 부수 객차를 개조하여 운용하고 있다. 1992년 이후 제작 차량이라 스펙은 장대형 새마을호와 거의 같다. 기존의 유선형, 장대형 객차는 동차형에 있는 각종 점퍼선이 없어서 동차 편성으로는 운행이 불가능하였다. 반대로 이 부수차들은 기관차에 연결하여 편성하는 객차형으로는 운행이 불가능하였다. 이에 기관차와의 연결 및 기존 객차와의 혼용 편성이 가능하도록 개조 작업이 이루어졌다.

### 새마을호 리미트객차
유선형 객차와 부수차 개조 객차의 내구 연한이 무궁화호 특실로 개조된 차량과 1999년에 도입된 3량을 제외하고 2018년 4월 30일을 끝으로 운행이 중지됨에 따라, 이를 대체하기 위하여 2018년 5월 1일부터 장항선에서 운행하고 있다. 2026년 7월부터 경원선에서 운행할 예정이다. 무궁화호 객차 중 보유중인 리미트 객차의 일부를 개조하여, ITX-새마을과 동일한 도색을 채택하였다. 좌석 수는 72석이며, 좌석마다 220V 콘센트와 USB 충전 단자가 설비되어 있다.

## 열차 등급의 위상
2004년 4월 1일부로 KTX 등급이 신설되어 고속열차가 운행하기 이전까지 새마을호는 최고 등급의 열차를 담당하였으며, 이에 새마을호의 사회적 위상도 매우 높았다. 특히 운행 초기의 1960년대, 1970년대에는 귀빈이나 부유한 사람이 타는 열차라는 인식이 강하였으며, “비둘기호 타고 상경해서 새마을호 타고 귀향한다.”는 말이 있을 정도였다.

## 식당차
1969년 2월에 관광호 최초 운행 당시 '싸롱'이라는 명칭으로 식당차가 연결 운행됐다. 처음은 대한민국 철도청에서 직접 운영하다가, 1986년에 전면 외주위탁 민영화를 실시하며 서울프라자호텔이 새마을호와 무궁화호의 식당차를 2004년 3월 31일까지 운영하게 됐다.
1990년대 말까지는 일부 주말열차를 제외한 모든 새마을호(+일부 무궁화호)에 식당차가 연결돼 운행됐으나, 1999년에 이용객이 저조한 장항선 새마을호에서의 식당차 철수를 시작으로 영업실적이 저조한 열차의 식당차가 정리되기 시작했다. 2000년대에 일부 비식사 시간대 열차엔 식당차 대신 개조한 식당차에 롯데리아가 운영되기도 했고, 2003년 7월 1일부터 서울프라자호텔이 비식사 시간대의 열차의 식당차 운영권을 반납하여 여러 영세업체가 홍익회 주도로 컨소시엄 형태로 같은 시기에 자유공간 브랜드를 런칭하여 식당차 운영을 맡았다.
식당차엔 주방장 1명, 지배인 1명, 서빙담당 1~2명이 승차했다. 주방장이 조리를 총괄하고 지배인은 계산대 관리를 했으며, 서빙담당직원은 식당차 내 서빙 및 도시락이나 차류의 객실 이동판매를 했다. 차내에서 도시락, 경양식, 한식, 주류 및 안주류와 차를 판매했다. 열차에서 운영되는 특성상 질에 비해 높은 가격, 잊을 만하면 언론에 보도되었던 대장균 검출 문제, 카레라이스 등 일부 메뉴에서 레토르트와 깡통에 담긴 공장제 제품을 사용한 등 여러 가지 문제점이 지적되기도 했다.
2004년 4월 1일부터 KTX가 개통되면서 식당차 이용객이 점점 감소하자, 서울플라자호텔의 식당차 운영권을 인수하여 (주)런치벨이 식당차를 운영하게 됐다. KTX 개통 직후 2년가량 일부 식사시간대를 제외한 열차에 식당차가 운행을 중지했으나, 2006년부터 다시 모든 열차에 식당차를 연결하여 운행하게 됐다. 하지만 새마을호 이용객 대부분이 KTX를 이용하게 되어서 식당차 이용객 인원이 지속적으로 감소하자, 2008년 식당차를 폐지하고 열차카페로 개편했다.
열차카페에서는 도시락, 샌드위치, 과자, 음료, 주류, 안주류 등을 판매하고 있다. 휴대전화 급속 충전기, 게임기, 컴퓨터 등이 갖춰져 있으며, 미니 콘서트룸과 테라피룸이 있다. 2012년 5월 7일에 코레일관광개발(주)에서 열차 전용 도시락인 레일락을 출시하면서 새마을호 열차카페에서도 기존의 도시락 대신 레일락을 판매하게 됐다.

## 변화

### 폐차
1세대 새마을호 객차는 1990년대 중반부터 폐차를 시작으로 꾸준히 진행하여 2007년 12월 31일에 11035호가 폐차된 것을 끝으로 퇴역하였고, 1987년에 도입된 새마을형 디젤 액압 동차 열차의 내구연한이 도래하여 첫 폐차를 시작으로 2012년 기준으로 도입 순서 및 노후 상태 순으로 폐차를 진행하고 있다.
현재 보존되고 있는 열차는 아래와 같다.
직각형 객차
- 11035호: 구절리역 (특산품 매장 및 편의점으로 개조됨)
- 11027, 11040, 호차 불명 (3량): 섬진강기차마을 (1량은 자동문과 시트만 교체, 2량은 식당 및 편의점으로 개조됨)

유선형, 장대형 객차, 부수차 개조 객차
- 304호: 국립과천과학관 (새마을형 디젤 액압 동차)
- 326, 328호: 풍기역 (2량)
- 126, 335호: 청도역 (새마을형 디젤 액압 동차)
- 130호: 대전철도차량정비단
- 158, 934호 (2량): 직지사역
- 11210~11211, 10294~10301호 (10량): 화천 열차펜션 (디젤 기관차 7134호와 함께 전시)
- 120호차 불명 (12량): 섬진강 기차마을 (새마을형 디젤 액압 동차, 레일펜션으로 사용)
- 619, 809호 (2량): 화본역
- 32, 11209호 (2량): 김해낙동강레일파크
- 11101~11102 (2량): 진영역

운행중인 차량: 새마을호 장대형 객차3량 무궁화호 격하객차 및 에코레일 부수객차 6량으로 총 9량

### 개조 운행
정선아리랑유람열차로 개조
직각형 새마을호 객차 중 차량 번호 11035호는 1982년부터 새마을호 특실로 운행하다가 무궁화호 특실로 격하되어 운행되었다. 이후 2000년에 정선선을 운행하던 비둘기호 폐지와 함께 통일호로 격상되었고, 2002년 특성화 열차 보충을 위해 내부 인테리어 개조 등을 통하여 전국에서 유일한 특화 열차로 개조하고 정선아리랑유람열차라는 명칭으로 2007년 12월 31일까지 운행하였다.
동차형 새마을호 부수객차 개조
동차형 새마을호가 내구연한 만료로 인해 점차 운행이 중단되면서, 남은 객차형 새마을호는 디젤 기관차/객차형 새마을호/발전차/8200호대 기관차와의 호환 작업이 진행되었다. 2012년 6월 1일부터 경부선에서 임시열차로 투입되어 운행을 개시하였다. 같은 해 11월 1일 시각표 개정에 따라 장항선에서 정규열차로 투입되어 운행을 개시하였으며, 이후 12월 5일 시각표 개정 이후에는 경부선 정규열차에도 단계적으로 투입되기 시작하여 2013년 1월 6일에 모든 열차로 확대되었다. 동차형 새마을호 부수 객차 호환 작업은 동차형 새마을호 APU/8200호대 기관차의 HEP/발전차 전원을 모두 사용할 수 있다는 것이 특징이다. 다만 부수객차의 경우 동차편성과 일반 기관차편성의 병용을 염두에 두고 개조하였기 때문에 전원케이블 소켓이 양쪽에 있는 다른 객차형 차량과 달리 한 쪽밖에 쓸 수 없어 발전차의 연결이 불가피한 상황이다. ITX-새마을로 대체되거나 서울-포항 KTX 운행으로 폐지되어 2015년 4월 2일 이후 장항선에만 운행하게 되었다. 2018년 4월 30일 장항선 운행을 끝으로 운행을 종료하였다.
객차형 새마을호 개량
한국철도공사에서는 무궁화호와 같이 일부 새마을호 객차에 한하여 순차적으로 개량 사업을 진행하였다. 시공사로 로윈이 참여하였다. 설비 개량은 객차에 220V 전기콘센트 설치, 화장실 시설 고급화, 불연 내장재 적용 등 객실 서비스 향상 및 안전을 위주로 진행하였다.

## 운행 노선

### 과거 운행 구간
- 호남선: 용산 - 목포, 광주
- 경부선: 서울 - 부산, 해운대, 동대구
- 경전선: 서울 - 진주, 마산
- 중앙선: 청량리 - 안동, 영주
- 영동선: 청량리 - 강릉
- 동해선: 서울 / 동대구 - 부전, 서울 - 포항
- 전라선: 용산 - 여수엑스포
- 경의선: 서울 - 도라산
- 진해선: 동대구 - 진해

### 현재 운행 구간
새마을호 리미트 객차로 운행한다.
- 장항선 : 용산 - 익산
- 경원선 : 서울 - 백마고지 (예정)

## 안내방송
1980년대 초반까지는 승무원이 직접 육성으로 방송하였다. 1980년대 후반부터 새마을호 전용 잡지인 레일로드 창간 및 RBS 철도방송 출범과 함께 녹음식 자동 안내방송이 도입되었다. 이는 일본식 안내방송처럼 정차역 순서마다 다른 음악을 삽입하고, 전문성우를 사용하고 영어 안내방송과 음성광고를 도입한 등 당시로서는 획기적인 안내방송이었다.
1980년대 후반에 도입된 녹음식 자동 안내방송은 1999년까지 약 10년간 사용되다가, 2000년 6월부터 코모넷 이동방송이 경부선 및 호남선에 투입되는 동차형 차량을 시작으로 설치되며 폐지되었다. 코모넷이 설치되지 않은 객차형 열차에도 코모넷 방송의 음성만을 별도로 녹음하여 동일한 안내방송이 실시되었다.
KTX 개통을 앞두고 2003년 10월부터 기존의 코모넷 방송을 개정한 방송을 실시하였으며, 2006년 1월부터 이동방송 사업자가 연합뉴스로 변경되면서 새로운 방송이 등장하였다. 2007년 10월을 끝으로 차내 이동방송이 폐지된 이후에는 새마을호만의 특색이 사라지고 무궁화호와 동일해졌다.

## 사진

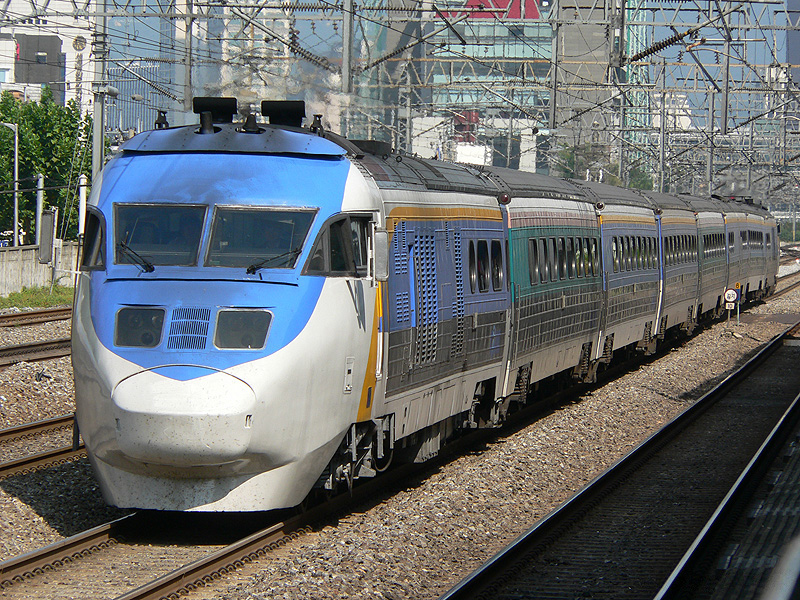
새마을형 디젤액압동차 (1986년 2월 1일~2013년 1월 5일)
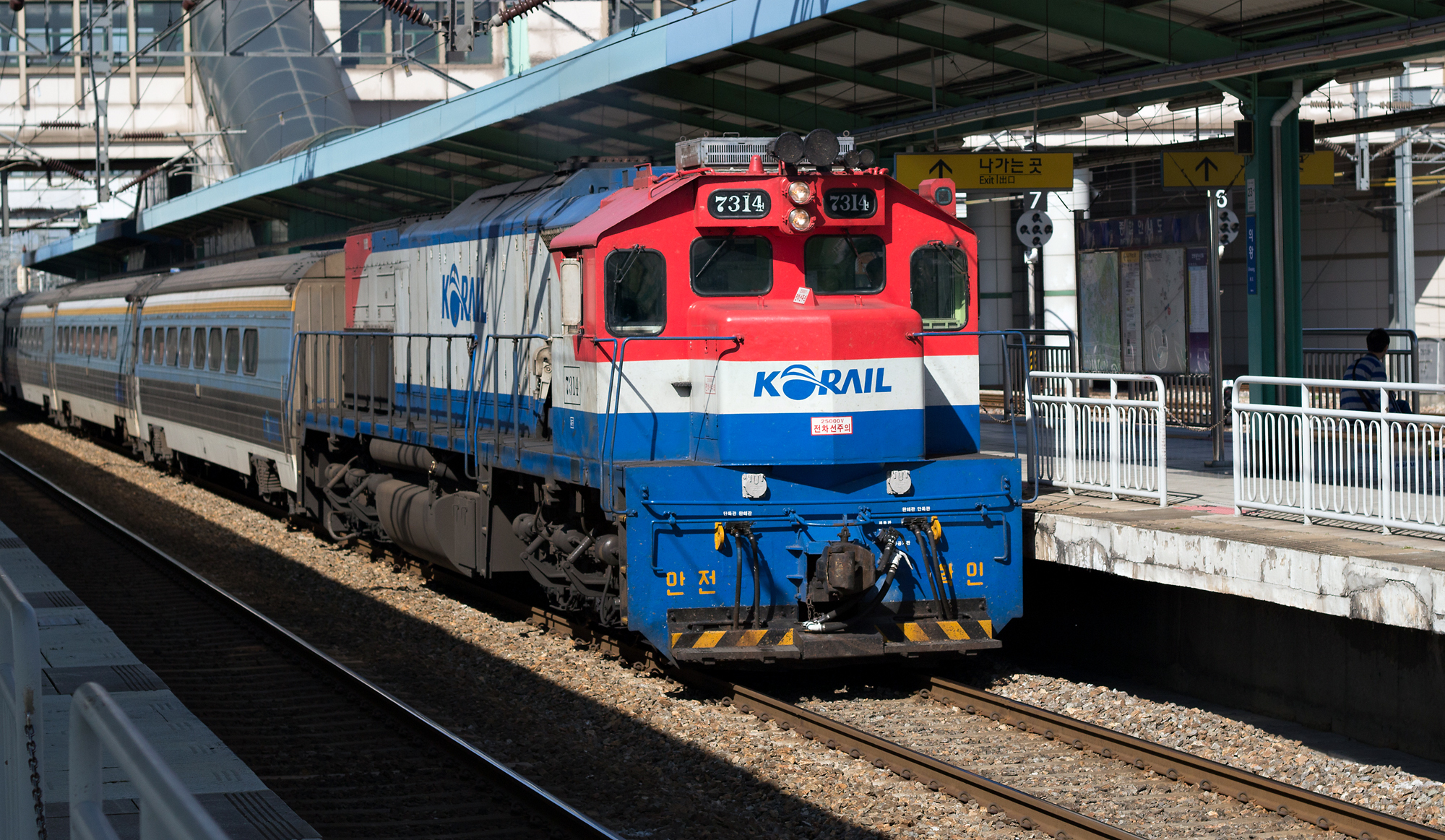
디젤 기관차 견인 객차형 새마을호 (2013년 1월 6일~2018년 4월 30일)
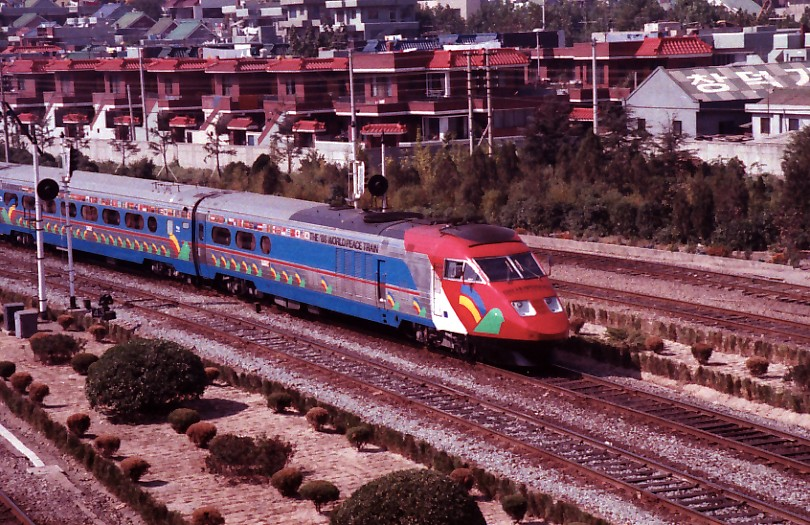
88세계평화열차로 운행 중인 새마을형 디젤액압동차 (초기 도색)
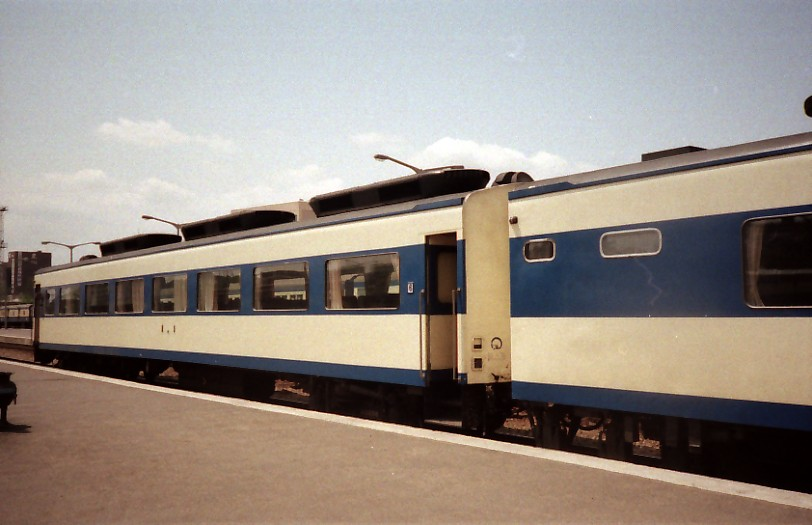
직각형 새마을호 객차
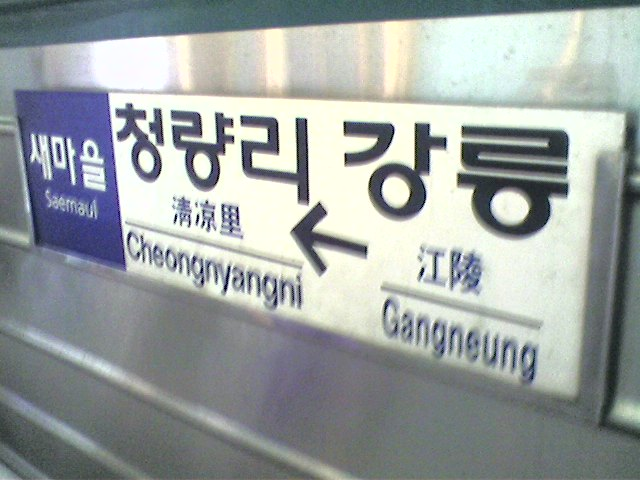
강릉발 청량리행 새마을호 행선판. (2006년 11월 1일 폐지 이후 무궁화호 특실로 대체)
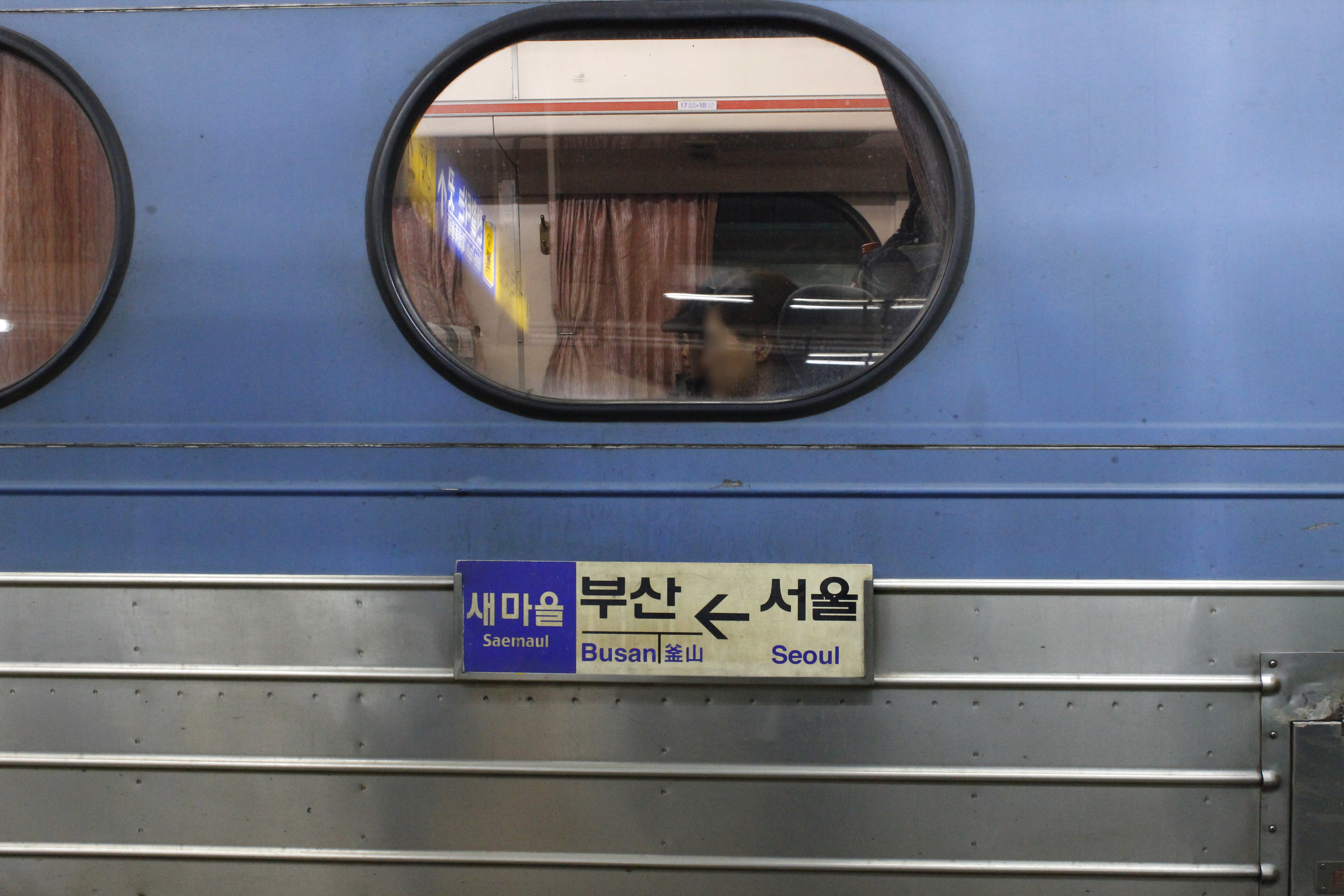
서울발 부산행 새마을호 행선판. (2012년 운행 당시)
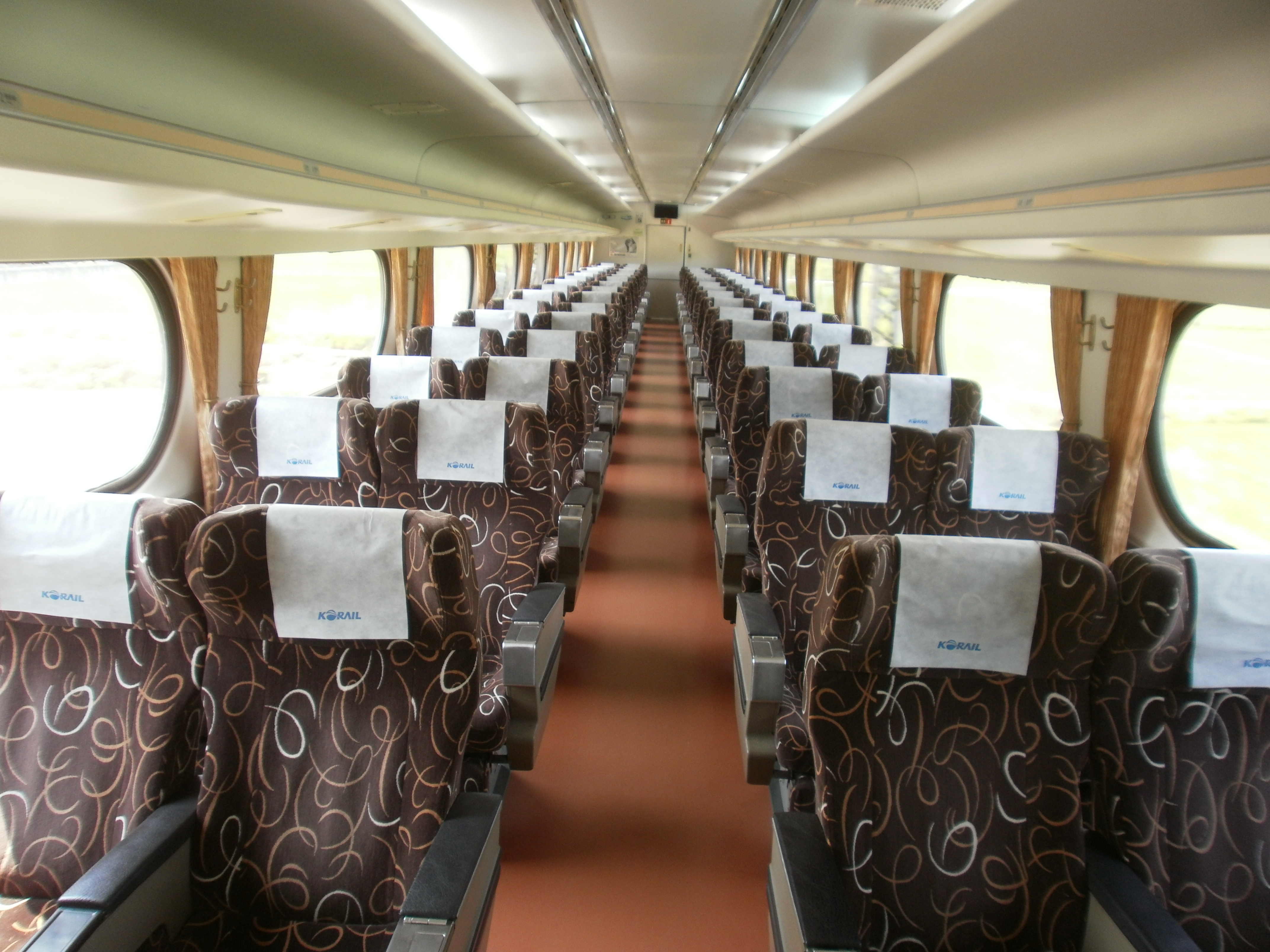
새마을호 일반실 내부 (장대형 객차)
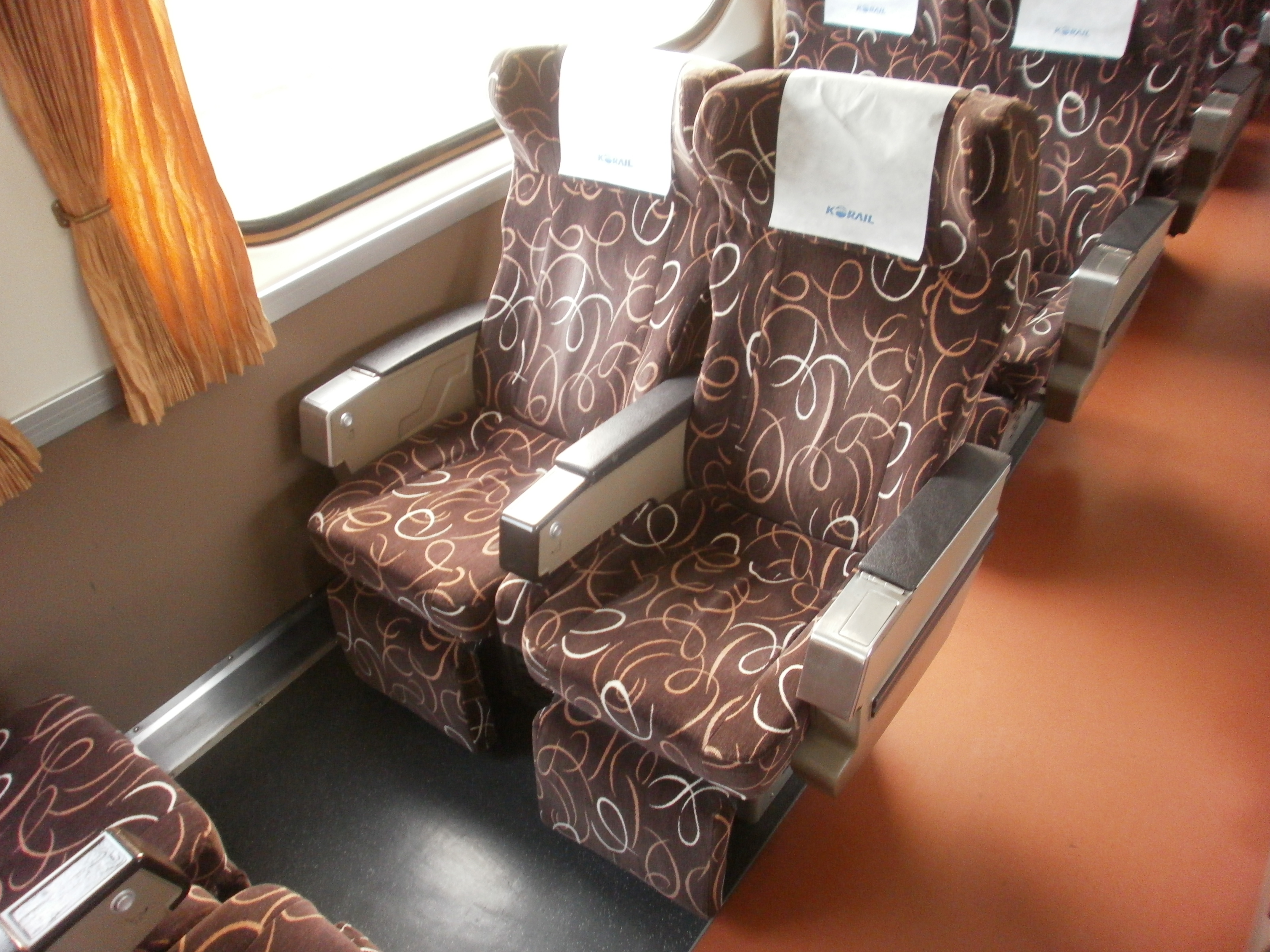
새마을호 일반실 좌석 (장대형 객차)
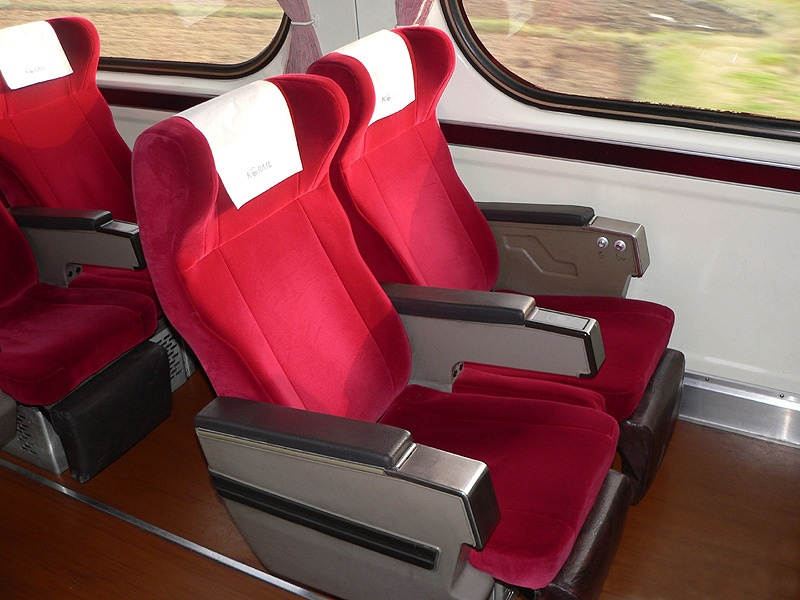
새마을호 특실 좌석 (구 특실 전용 객차)
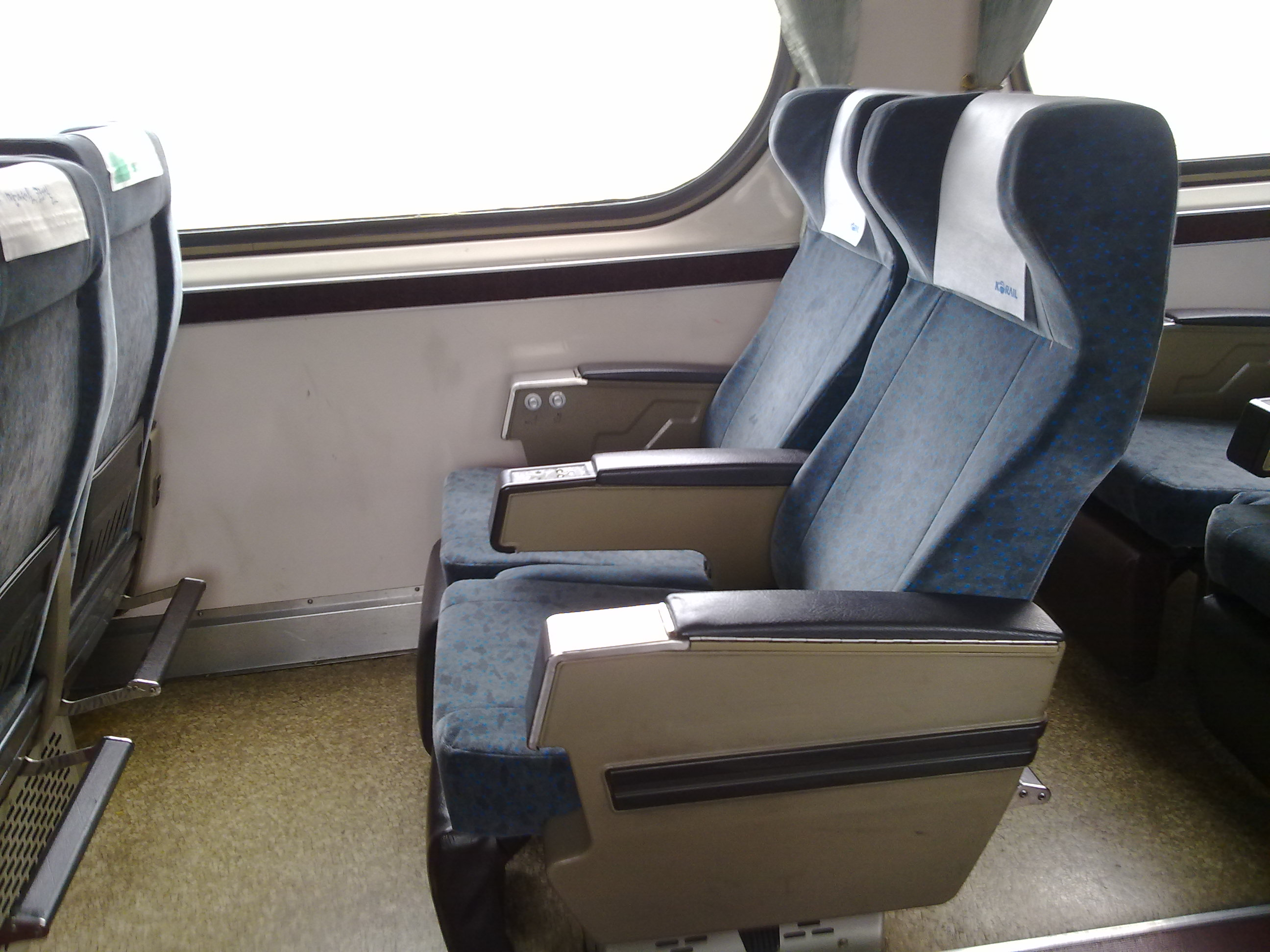
새마을호 일반실 좌석의 앞뒤 간격
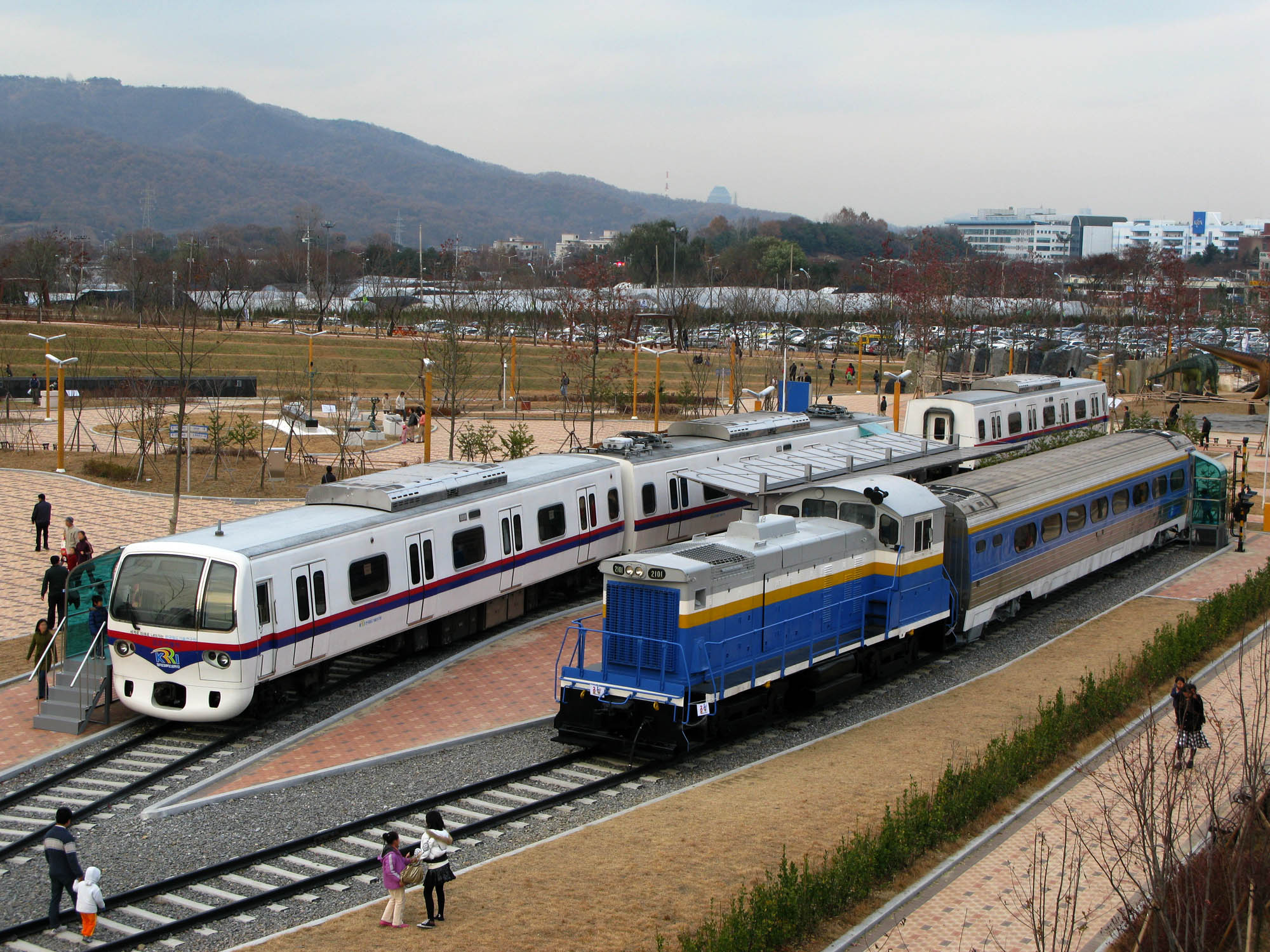
2101호 디젤 기관차와 새마을호 객차(무도색) (국립과천과학관 전시)

## 같이 보기
- 한국철도공사
- 무궁화호
- 대한민국의 철도
- 대한민국의 교통